# Слободянюк Сергій Миколайович
Сергій Миколайович Слободянюк (нар. 8 грудня 1965, місто Ужгород Закарпатської області) — український діяч, заступник голови Ужгородської міської Ради народних депутатів, начальник управління Укртрансбезпеки у Закарпатській області. Голова громадського об'єднання «Місто» і Закарпатського обласного Товариства ветеранів Афганістану. Народний депутат України 2-го скликання (у 1995—1998 роках).

## Життєпис
Народився у родині службовців 8 грудня 1965 року в місті Ужгород Закарпатської області.
Після закінчення школи з 1982 до 1984 року працював токарем на заводі «Ужгородприлад» Закарпатської області.
У 1984—1986 роках перебував на військовій строковій службі у Радянській армії, яку проходив в обмеженому контингенті радянських військ в Афганістані.
З 1986 по 1991 роки працював газоелектрозварником на Крайній Півночі СРСР в об'єднаннях «Тюменьнафтогаз» та «Сургуттрансгаз».
З 1991 року — в Ужгороді, приватний підприємець.
З березня 1994 року — голова Закарпатської обласної організації Спілки ветеранів Афганістану (Закарпатського обласного Товариства ветеранів Афганістану).
У грудні 1994 — квітні 1998 року — заступник голови Ужгородської міської Ради народних депутатів Закарпатської області. У квітні 1998 — 1999 року — заступник Ужгородського міського голови, керуючий справами Ужгородського міськвиконкому Закарпатської області.
Народний депутат України 2-го демократичного скликання з .12.1995 (2-й тур) до .04.1998, Ужгородський виборчий округ № 167, Закарпатська область. Голова підкомітету у справах ветеранів воєнних конфліктів в іноземних державах Комітету з питань соціальної політики та праці. Член депутатської фракції СПУ і СелПУ.
З 1999 року — уповноважений представник Державного комітету України у справах ветеранів в Закарпатській області.
З 2000 року — голова громадського об'єднання «Місто» у місті Ужгороді.
У 2000 році закінчив Національну академію внутрішніх справ України, юрист.
У липні — жовтні 2002 року — 1-й заступник начальника Головного управління праці та соціального захисту населення Закарпатської обласної державної адміністрації.
У жовтні 2002 — січні 2005 року — начальник управління курортів і туризму Закарпатської обласної державної адміністрації.
Член Соціалістичної партії України (СПУ), член Закарпатського обкому СПУ, 1-й секретар Ужгородського міського комітету СПУ (з січня 2007 року). 
У липні 2012 — 2016 року — начальник Управління Укртрансінспекції у Закарпатській області.
З 2016 роках — начальник Управління Державної служби України з безпеки на транспорті (Укртрансбезпеки) у Закарпатській області.

## Нагороди та відзнаки
- орден Червоної Зірки
- орден «За заслуги» III ступеня (.02.2000)[1]
- медалі
- грамота Верховної Ради України (2003)
- державний службовець 5-го рангу (.02.2000)[2]